# 米夏埃尔·施密德
米夏埃尔·施密德（德語：Michael Schmid，1984年3月18日—），瑞士男子自由式滑雪运动员，主攻障碍追逐。他曾代表瑞士参加2010年和2014年冬季奥林匹克运动会自由式滑雪比赛，获得一枚金牌。